# 1163 Saga
Az 1163 Saga (ideiglenes jelöléssel 1930 BA) egy kisbolygó a Naprendszerben. Karl Wilhelm Reinmuth fedezte fel 1930. január 20-án, Heidelbergben.